# Comuna Drujba, Krînîcikî
Drujba (în ucraineană Дружба) este o comună în raionul Krînîcikî, regiunea Dnipropetrovsk, Ucraina, formată din satele Cervona Ukraiinka, Cervonîi Stav, Drujba (reședința), Kameanceanî, Mîrne, Pervozvanivka, Suhîi Hutir și Uleanivka.

## Demografie
Componența lingvistică a satului Drujba
     Ucraineană (94,05%)
     Rusă (4,27%)
     Alte limbi (0,84%)
Conform recensământului din 2001, majoritatea populației satului Drujba era vorbitoare de ucraineană (94,05%), existând în minoritate și vorbitori de rusă (4,27%).